# Juan Adán
Juan Adán (Tarazona, 1741 - Madrid, 1816) foi um escultor espanhol. É o representante mais destacado do neoclassicismo em Espanha. Trabalhou na catedral nova de Lérida (Lleida) e nas catedrais de Granada,Jaén e Salamanca. Enquanto escultor da corte esculpiu vários bustos de Carlos IV e de D. Maria Luísa (1797). São de sua autoria as esculturas da Fonte de Hércules e Anteu, em Aranjuez.